# Transit (software)
Transit es el nombre de un sistema integrado de traducción asistida por ordenador. El programa es desarrollado por el grupo STAR. Fue el primer entorno integrado de traducción asistida en el mercado. 

## Módulos
Al ser un sistema integrado, Transit tiene varios módulos que juntos componen un entorno que ayuda al traductor humano en los diversos aspectos de su trabajo.  

### Filtros de conversión
Los filtros se utilizan para importar archivos procedentes de otros formatos (formatos de procesadores de textos, de programas de maquetación, formatos etiquetados, formatos de recursos binarios etc.) al formato interno de Transit (formato texto con etiquetas en XML) y, al finalizar el proceso de traducción, la reconversión o exportación al formato original. Transit dispone de filtros de importación para la mayoría de formatos que se utilizan actualmente para la creación de contenidos. 

### Memoria de traducción
La memoria de traducción de Transit es el componente del programa que permite la recuperación o reutilización de traducciones hechas con anterioridad de forma automática y semiautomática o interactiva. Se trata de una memoria de traducción distribuida o memoria basada en archivos. La memoria es capaz de encontrar equivalencias exactas y, gracias a su lógica difusa, también equivalencias aproximadas. 

### Editor de traducción
El editor de traducción de Transit es un editor de texto optimizado para la traducción. Está compuesto por diferentes ventanas y elementos funcionales que permiten visualizar información y ejecutar múltiples funciones. La última versión, Transit NXT, permite además la traducción de recursos binarios de software (archivos .DLL y .EXE) y la adaptación de los elementos de la interfaz gráfica al texto traducido. Además del redimensionamiento de los elementos gráficos, Transit NXT ofrece otras funciones típicas de un editor de recursos.   

### Gestor terminológico
El módulo para la gestión terminológica de Transit se llama TermStar. Este gestor terminológico permite la creación y gestión de diccionarios electrónicos e interactúa de diversas maneras con Transit. TermStar también está disponible como gestor terminológico independiente. 